# Художественная гимнастика на летних Олимпийских играх 2008
Соревнования по художественной гимнастике на XXIX летних Олимпийских играх проходили с 21 по 24 августа. Было разыграно 2 комплекта медалей — в индивидуальном и групповом многоборье. Все соревнования прошли в спортивном зале Пекинского технологического университета.

## Календарь

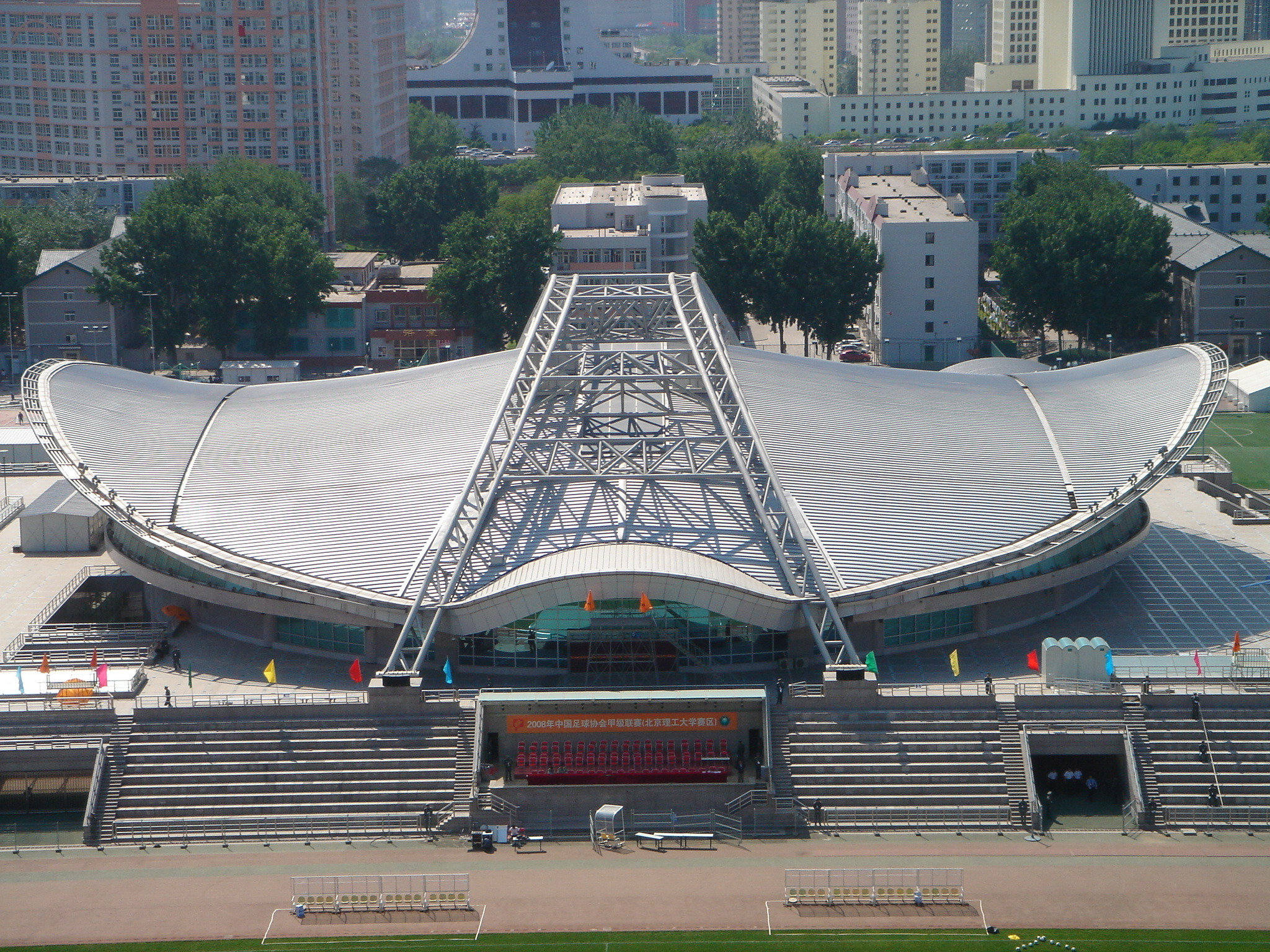
Спортивный зал Пекинского технологического университета

Всё время указано как Китайское стандартное время (UTC+8)
| Дата                          | Время         | Соревнования                            |
| ----------------------------- | ------------- | --------------------------------------- |
| Четверг, 21 августа, 2008     | 18:00 — 20:30 | Квалификация индивидуального многоборья |
| Четверг, 21 августа, 2008     | 20:30 — 21:30 | Квалификация группового многоборья      |
| Пятница, 22 августа, 2008     | 18:00 — 20:30 | Квалификация индивидуального многоборья |
| Пятница, 22 августа, 2008     | 20:30 — 21:30 | Квалификация группового многоборья      |
| Суббота, 23 августа, 2008     | 18:00 — 20:00 | Финал индивидуального многоборья        |
| Воскресенье, 24 августа, 2008 | 11:00 — 12:15 | Финал группового многоборья             |

## Медалистки
| Событие              | Золото | Серебро                                                                        | Бронза |
| -------------------- | --- | ------------------------------------------------------------------------------ | --- |
| Групповое многоборье | Россия · Елена Посевина · Татьяна Горбунова · Анна Гавриленко · Дарья Шкурихина · Наталья Зуева · Маргарита Алийчук | Китай · Суй Цзяньшуан · Цай Тунтун · Чоу Тао · Чжан Шо · Сунь Дань · Лу Юаньян | Беларусь · Олеся Бабушкина · Анастасия Иванькова · Ксения Санкович · Зинаида Лунина · Глафира Мартинович · Алина Тумилович |
| Личное многоборье    | Евгения Канаева Россия                                                                                              | Инна Жукова Беларусь                                                           | Анна Бессонова Украина |